# 张效祥
张效祥（1918年6月26日—2015年10月22日），男，浙江海宁人，中国计算机专家，曾担任中国人民解放军总参谋部第五十六研究所所长。

## 生平
1943年毕业于武汉大学电机系，曾前往苏联科学院精密机械与计算技术研究所进修。1991当选为中国科学院院士（学部委员）。
50年代末，曾领导中国第一台大型通用电子计算机的仿制，并在此后的35年中主持中国自行设计的从电子管、晶体管到大规模集成电路各代大型计算机的研制，为中国计算机事业的创建、开拓和发展起了重要作用。70年代中期，领导和直接参与并率先在中国开展多处理器并行计算机系统国家项目的探索与研制工作。经过多年努力，于1985年完成中国第一台亿次巨型并行计算机系统。
2015年10月22日在北京逝世，享年97岁。